# Зеленець (Лодзинське воєводство)
Зеленець (пол. Zieleniec) — село в Польщі, у гміні Нові Острови Кутновського повіту Лодзинського воєводства.
Населення — 93 особи (2011).
У 1975-1998 роках село належало до Плоцького воєводства.

## Демографія
Демографічна структура станом на 31 березня 2011 року:
|          | Загалом | Допрацездатний вік | Працездатний вік | Постпрацездатний вік |
| -------- | ------- | ------------------ | ---------------- | -------------------- |
| Чоловіки | 39      | 5                  | 32               | 2                    |
| Жінки    | 54      | 10                 | 27               | 17                   |
| Разом    | 93      | 15                 | 59               | 19                   |